# Charlotte van Brunswijk-Wolfenbüttel

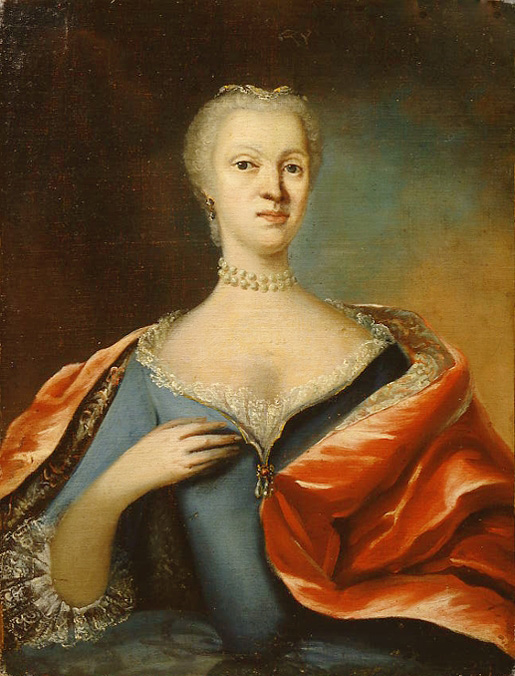

Charlotte Christine Sophie (Wolfenbüttel, 28 augustus 1694 — Sint-Petersburg, 2 november 1715), prinses van Brunswijk-Wolfenbüttel, was door haar huwelijk met Aleksej Petrovitsj tsarina van Rusland.

## Leven
Charlotte was de derde dochter van hertog Lodewijk Rudolf van Brunswijk-Wolfenbüttel en Christina Louise van Oettingen-Oettingen.
In december 1700 werd Charlotte door haar ouders naar het hof van Christiane Eberhardine van Brandenburg-Bayreuth gestuurd voor onderwijs. In de volgende jaren woonde ze voornamelijk aan haar hof in Torgau, Pretzsch en Dresden.
In 1707 besloot de Russische tsaar Peter I om zijn zoon Aleksej Petrovitsj te laten trouwen met een Duitse prinses. Dit was bedoeld om de familieverbinding van het Huis Romanov met de Duitse aristocratie te versterken, maar vooral om Aleksej Petrovitsj dichter bij de West-Europese cultuur te brengen. Als partner werd Charlotte Christine gekozen. Daar deze zich grote zorgen maakte (onder meer omdat zij zich tot het orthodoxe geloof moest bekeren), hoopte ze dit te kunnen voorkomen. Eind 1709 stuurde Peter I zijn zoon Aleksej naar Dresden om zijn opleiding af te maken. Daar ontmoette hij Charlotte voor het eerst. Door deze persoonlijke kennismaking heeft Charlotte Christine haar verzet tegen een verbintenis opgegeven. Ze leek Peter een goede match voor zijn zoon omdat haar oudere zus Elizabeth Christine getrouwd was met de roomse keizer Karel VI, en de steun van Oostenrijk, in het aanstaande gevecht met de Turken, werd gewaardeerd door Russische diplomaten.

## Huwelijk
Ze mocht haar protestantse geloof behouden, wat Aleksejs volgers niet konden waarderen, maar alle kinderen zouden Russisch-orthodox worden opgevoed. Het jonge paar trouwde vervolgens op 25 oktober 1711  te Torgau. De daaropvolgende festiviteiten duurden vier dagen.
Charlotte genoot vervolgens van de genegenheid van Peter I, maar werd al snel misbruikt door haar onvoorspelbare en dronken echtgenoot Aleksej. Het huwelijk was geen succes, het echtpaar sliep in aparte kamers en Aleksej negeerde haar in het openbaar. Tegen haar begon ook een intrige, waarin ze werd beschuldigd van een relatie met de kamerheer en stalmeester van haar man. Dit was voor Charlotte aanleiding om in 1712 naar haar ouders in Wolfenbüttel te vluchten. Tsaar Peter I, die haar persoonlijk bezocht, haalde haar over om terug te keren naar Rusland.

## Kinderen
Uit het huwelijk van Charlotte en Aleksej werden twee kinderen geboren:
- Natalija (1714-1728)
- Peter (1715-1730).

Charlotte overleed kort na de geboorte van haar zoon op 2 november 1715 en werd bijgezet, als het eerste lid van het tsarenhuis, in de toen nog onvoltooide Petrus-en-Pauluskathedraal (Sint-Petersburg).